# Aidyn Chronicles: The First Mage
Aidyn Chronicles: The First Mage es un videojuego de rol desarrollado por H2O Entertainment y publicado por THQ para Nintendo 64.

## Jugabilidad
El juego se desarrolla en un mundo en 3D. El jugador controla una figura poligonal de Alaron, que mueve dentro y fuera de la casa. La vista es principalmente en tercera persona desde arriba. El tiempo pasa en tiempo real, y la noche y el día afectan la visibilidad y el combate (ver más abajo). No hay forma de cambiar la velocidad a la que se mueve Alaron ni la vista de la cámara en el juego normal. El jugador no puede controlar a ningún otro miembro del grupo excepto en el modo de combate. Un menú emergente permite al jugador equipar a los miembros del grupo, ver habilidades y estadísticas, usar elementos y acceder al mapa del mundo y al menú de opciones.
El combate es por turnos, aunque las estadísticas de los personajes del jugador y los monstruos atacantes pueden afectar el orden de los turnos. Cuando comienza el combate, Alaron y su grupo son transportados a una pantalla separada con terreno variable. El jugador puede mover a cada miembro del grupo una cierta distancia marcada por bordes transparentes. Las posiciones de los personajes (como la altura y los ataques por la espalda) pueden aumentar o disminuir el daño y la efectividad de los ataques. Además, el aspecto de los personajes (solar o lunar) funcionará mejor o peor según la hora del día. El área de efecto de los hechizos y otros talentos se muestra mediante un borde de llama roja y aumenta cuanto mayor sea el nivel de habilidad. Cualquier miembro del grupo que muera durante el combate será eliminado permanentemente del juego sin posibilidad de revivir. Si Alaron muere, el juego termina automáticamente.

## Trama
Aidyn Chronicles: The First Mage sigue a un joven escudero llamado Alaron que, mientras busca a un granjero desaparecido llamado Kendall, se encuentra con un extraño espíritu y es envenenado por duendes. Se despierta de una visión aterradora de monstruos y se encuentra dentro de la cabaña de Oriana, una curandera, que le dice a Alaron que el veneno está más allá de los poderes de la medicina normal para curarlo. Al regresar al Castillo Gwernia, el rey, Phelan, le ordena que le pida a la gente Mirari de Erromon que lo ayude a curar su veneno. Al llegar a Erromon, el Rey Mirari, Txomin, explica que han estado bajo ataque de duendes y busca la ayuda de Alaron, prometiéndole dirigirlo a un mago de nombres llamado Cradawgh.
Alaron expulsa a los goblins de las montañas, pero cuando regresa a Erromon descubre que Txomin mintió y no sabe el paradero de Cradawgh, por lo que le dice que viaje a Talewok y vea a la hechicera Ardra. Antes de irse, Alaron conversa con la reina Mirari Yeraza, quien le da el Rompetormentas, una rama de árbol bendecida capaz de calmar cualquier tormenta.
En la Escuela de Magos, el portero pregunta el Nombre verdadero de todos, pero Alaron no puede responder. Ardra, la hechicera, comienza el hechizo de curación, que provoca otra visión. Esta incluye a un anciano débil en una mecedora. Ardra explica que el hechizo de curación falló porque Alaron es un salvaje: no tiene un Nombre Verdadero. Sin un Nombre Verdadero, su espíritu no está ligado a su cuerpo y Alaron está incompleto. Ardra le dice que viaje a Port Saiid y tome un bote hacia la Isla de Cradawgh.
Alaron finalmente puede alquilar un barco en Port Saiid, después de un encuentro inusual con un bufón críptico, pero el barco viaja en medio de una poderosa tormenta y, como el Stormbreaker está atado al mástil en lugar del timón, el barco se daña y se ve obligado a aterrizar en la Isla del Caos. Después de las reparaciones, el grupo se dirige a la Isla de Cradawgh; esta vez el barco llega sano y salvo, sin embargo, un grupo de monstruos ya ha llegado a Cradawgh. El mago moribundo le pide a Alaron que lleve su cuerpo a Talewok y sugiere buscar al rey jundar Zaratas en el desierto.
Después del funeral de Cradawgh en Talewok, Alaron se dirige a la ciudad de Terminor. Pronto descubre que la aldea cercana de Pome fue destruida por un mago con un bastón retorcido. El nivel final de Terminor tiene una casa, en la que reside Mago, un mago sin nombre verdadero, que se volvió loco hace varios años y convocó una gran tormenta cuando la gente del pueblo intentó matarlo. Mago es el anciano débil de la visión anterior de Alaron y ya no puede hablar.
Alaron viaja a un pantano cercano, donde encuentra la Torre de Shamsuk, un poderoso nigromante que había destruido previamente a Pome y maldecido a Niesen, convirtiéndolo lentamente en un zombi. Niesen lleva al grupo a la torre, donde finalmente llegan a una cámara con una gran mano de piedra. El bufón de Port Saiid aparece una vez más y se revela como Farris, un mago. Farris se une al grupo y los ayuda a derrotar a Shamsuk, quien ya ha matado a Oriana, que ahora se revela como la madre de Alaron. Farris luego abandona el grupo y se lleva el bastón nigromántico de Shamsuk.
Alaron cruza un desierto para llegar a la ciudad jundar de Ugarit, donde habla con el emperador jundar, Zaratas, quien le explica que solo el dragón Rooughah puede nombrar a Alaron. Necesita encontrar el Cuerno Dorado de Kynon y tocarlo para Rooughah. Alaron recupera el Cuerno y comienza a regresar a Erromon.
Alaron viaja a través de los túneles de Erromon hasta que se encuentra con el dragón Rooughah. Después de que Alaron toca el Cuerno de Kynon, Rooughah le dice que conoce su verdadero nombre: "Alaron". Los Mirari le dicen a Alaron que las fuerzas del Caos se están reuniendo fuera de Gwernia. Alaron regresa al castillo de Gwernia y lucha hasta llegar al Príncipe Sheridan, quien confiesa que siempre ha estado celoso de Alaron. Sheridan explica que Alaron es el hijo de Oriana y el Rey Phelan. Alaron lucha y mata a Sheridan, solo para luego encontrarse con Pochangarat (el líder del Caos), el enorme monstruo de la primera visión de Alaron en la cabaña de Oriana.
Después de la muerte de Pochangarat, Alaron encuentra a su padre, el Rey Phelan, que está muriendo por las heridas que sufrió a manos de Pochangarat. Pide ser enterrado bajo la Gran Muralla de los Caballeros en Gwernia y nombra a Alaron como su sucesor antes de morir. La historia del juego termina con la ceremonia de coronación de Alaron.

## Desarrollo y lanzamiento
La trama de Aidyn Chronicles fue escrita y diseñada por Angela Ferraiolo.
El juego fue desarrollado por H2O Entertainment, una empresa canadiense.

## Recepción
Aidyn Chronicles: The First Mage obtuvo "críticas mixtas o promedio" según el agregador de reseñas Metacritic, con una calificación del 47.36% basada en doce reseñas en GameRankings. Jon Griffith de IGN declaró que "El alcance era demasiado grande y condujo a una experiencia realmente -y quiero decir realmente- tediosa. No tiene forma de atraerte a la historia o al juego".